# Internet Content Rating Association
Internet Content Rating Association ou ICRA (em português: Associação de Classificação do Conteúdo na Internet) é uma extinta organização governamental estadunidense e britânica.